# Tito (Itália)
Tito é uma comuna italiana da região da Basilicata, província de Potenza, com cerca de 6.378 habitantes. Estende-se por uma área de 70 km², tendo uma densidade populacional de 91 hab/km². Faz fronteira com Abriola, Picerno, Pignola, Potenza, Sant'Angelo Le Fratte, Sasso di Castalda, Satriano di Lucania, Savoia di Lucania.

## Demografia
| Variação demográfica do município entre 1861 e 2011                               |
|                                                                                   |
| Fonte: Istituto Nazionale di Statistica (ISTAT) - Elaboração gráfica da Wikipedia |